# كاتي ماكغريغور
كاتي ماكغريغور (بالإنجليزية: Katie McGregor)‏ هي منافسة ألعاب القوى أمريكية، ولدت في 2 سبتمبر 1977 في ويلوبي في الولايات المتحدة.

## وصلات خارجية
- كاتي ماكغريغور على موقع الاتحاد الدولي لألعاب القوى (الإنجليزية)